# Uniforme de la selección de fútbol de Polonia
Los colores del uniforme de Polonia reflejan los colores nacionales de la República de Polonia, así como la bandera y el escudo de armas del estado y, por lo tanto, se asocian con el blanco y el rojo.
El uniforme de casa tradicionalmente consiste en una camiseta blanca, pantalones rojos y medias blancas, mientras que la mayoría de los elementos del kit de visitante son rojos (aunque en el pasado, a veces, durante los viajes, a veces se jugaban con pantalones blancos). A lo largo de los años las diferencias en el diseño y el color de los uniformes solían estar en los detalles, y el patrón general de la ropa se ha mantenido igual desde 1921. En los años 1948-1970, se utilizó una versión de medias a rayas blancas y rojas.
En casos raros se utilizó un conjunto de colores diferente de los dos básicos. En 1961, los polacos jugaron con uniformes azules en un partido contra Unión Soviética, en 1998 contra Croacia con camisetas azul marino y pantalones cortos rojos, y contra Luxemburgo con camisetas negras y pantalones cortos blancos. Luego en 2002 contra Dinamarca en uniforme fue azul marino, en 2005 contra Austria en camisas blancas y shorts negros y azul marino, y en 2006 nuevamente contra Croacia en uniforme fue de color azul. Recientemente jugaron con otros colores además del blanco y el rojo como en 2010 contra Bulgaria (uniforme azul marino con mangas rojas y blancas).
En el periodo 2014-2015 el uniforme de local de la selección polaca eran blancos con una franja roja vertical en el medio, mientras que los pantalones cortos eran uniformemente blancos. El uniforme de visitante consistía en una camiseta roja con una raya blanca en el medio y pantalones cortos rojos. La primera aparición en ropa con este patrón fue registrada el 5 de marzo de 2014 en el Estadio Nacional de Varsovia en un partido contra Escocia.
Desde 2016 el equipo aparece con camiseta blanca y pantalón rojo (equipación de local) y camiseta y pantalón rojo (equipación de visitante).

## Proveedor
| Marca    | Periodo   |
| -------- | --------- |
| Polsport | ?-1974    |
| Adidas   | 1974-1992 |
| Admiral  | 1992      |
| Dorbill  | 1992-1993 |
| Adidas   | 1993      |
| Lotto    | 1993-1994 |
| Puma     | 1994-1996 |
| Nike     | 1996-1999 |
| Adidas   | 1999      |
| Puma     | 1999-2000 |
| Tico     | 2000      |
| Puma     | 2001-2008 |
| Nike     | 2009-?    |

## Evolución

### Local
| Alemania 1974 | Alemania 1974 (mangas largas) |

| Argentina 1978 | España 1982 | España 1982 (vs. Francia) | 1984-1985 | México 1986 | 1990-1991 | 1991-92 | 1992 |

| 1994-1995 | 1996-1997 | 1998-1999 | 1999 | 2002-2003 | 2003-2004 | 2004-2005 | 2006-2007 | 2008 |

| 2009-2010 | 2010-2012 | 2012-2014 | 2014-2016 | 2016-2018 | 2018-2020 | 2020-2022 | 2022-2024 | 2024-? |

### Visitante
| Alemania 1974 | Alemania 1974 (mangas largas) | Argentina 1978 | España 1982 | México 1986 | 1990-1991 |  | 1992-1994 |  | 1994-1998 |  | 1998 | 1998-1999 |

| 1999 | Corea y Japón 2002-2004 | 2004-2006 | Alemania 2006-2008 | Eurocopa 2008 | 2009 | 2010 | 2010-2012 | 2012-2014 |

| 2014-2016 | 2016-2018 | 2018-2020 | 2020-2022 | 2022-2024 | 2024-? |

## Galería

Uniforme local (2008)
Uniforme visitante (2008)